# Émile d'Erlanger
Frédéric Émile, barón de Erlanger (Fráncfort del Meno, 19 de junio de 1832-Versalles, 22 de mayo de 1911), nacido como Friedrich Emil Erlanger, fue un banquero y cónsul germano-francés. Fundó la rama francesa de los negocios bancarios de la familia Erlanger, Emile Erlanger & Co.

## Biografía

### Contexto familiar
Frédéric Émile, barón de Erlanger, era hijo del banquero Raphael von Erlanger y de su joven esposa, Margarete Helene Albert (1800-1834). Raphael era hijo de un corredor de divisas de Fráncfort del Meno, Löb Moses, más tarde llamado Ludwig Moritz Erlanger (1780-1857). Raphael Erlanger había comenzado como gerente en los negocios de Fráncfort de la familia Rothschild. En 1848, fundó su propio banco, conocido como Erlanger & Söhne (Erlanger e Hijos) desde 1865, y se convirtió en un importante competidor de los bancos de la familia Rothschild de Fráncfort, Viena y París.
Justo antes del nacimiento de su hija mayor, Susanne Adolphine (1829-1873), Raphael Erlanger se convirtió del judaísmo al cristianismo por el bien de su esposa. Susanne acabó casándose con el comerciante de Fráncfort Franz Josef Carl Langenberger (1821-1878), que se convirtió en socio del banco.
Friedrich Emil Erlanger, el mayor de los hijos, se dedicó desde muy joven a las transacciones bancarias y de facturas. A los 19 años, tenía tanto éxito con su padre en el negocio de corredor que fue nombrado cónsul general y agente fiscal en París por el gobierno griego de Otón I de Grecia. Visitó la corte real en Estocolmo y participó con éxito en negociaciones financieras estatales suecas y portuguesas. Fernando II de Portugal, como regente de su hijo el rey Pedro V de Portugal, ennobleció a su padre Raphael como barón hereditario portugués para agradecer los servicios prestados por Friedrich Emil, que acabaría heredando el título. Posteriormente, Raphael recibió títulos del duque Bernardo II de Sajonia-Meiningen en 1860 y del emperador Francisco José I de Austria, que le nombró barón hereditario y le concedió la Gran Cruz de la Orden de Francisco José en 1871. 
En 1853, Friedrich Emil cayó enfermo y se retiró de las actividades comerciales. Para restablecer su salud, comenzó a realizar viajes a Grecia y Egipto. Allí conoció al planificador del canal de Suez, Ferdinand de Lesseps, y quedó fascinado por la idea del canal. Tras su recuperación, se convirtió en socio del banco de su padre en Fráncfort, Erlanger & Söhne.

#### Primer matrimonio
El 30 de junio de 1858, Friedrich Emil Erlanger se casó con una joven de la alta sociedad parisina, Florence Louise Odette Lafitte (1840-1931). Su padre era el banquero Charles Laffitte, y su abuelo, Jacques Laffitte, fue también banquero, gobernador del Banco de Francia, ministro de Finanzas y primer ministro de Francia. En 1859, Erlanger se hizo cargo oficialmente de los negocios de la casa bancaria en París. Cambió su nombre y pasó a llamarse Frédéric Émile Baron d'Erlanger. Sin embargo, su matrimonio fracasó. La pareja no tuvo hijos y se divorció en diciembre de 1862.

#### Segundo matrimonio
El 3 de octubre de 1864, el barón de Erlanger contrajo matrimonio con la estadounidense Marguerite Mathilde Slidell (1842-1927), hija del influyente abogado, empresario y político estadounidense John Slidell (1793-1871), embajador de los Estados Confederados de América en la corte del emperador Napoleón III. Su esposa, Maria Mathilde Deslonde, pertenecía a una influyente familia criolla cuyos antepasados emigraron de Brest (Francia) en el siglo XVII. D'Erlanger conoció a su segunda esposa en Nueva Orleans durante un viaje a América. Ella creció en la próspera plantación Belle Pointe de Laplace (Luisiana), a 40 km al oeste de Nueva Orleans. Más tarde se trasladó con su familia a París, donde ella y su hermana recibieron gran atención por su extraordinaria belleza. Su hermana Marie Rosine se casó con el conde de Saint-Roman. D'Erlanger y su esposa construyeron una villa situada en el acomodado distrito XVI de París. Las calles de acceso a la villa, «Villa Erlanger» y «Rue Erlanger», llevan su nombre en su honor. En 1870, poco antes del estallido de la guerra franco-prusiana, la familia se trasladó a Londres. La sede de la casa bancaria también se trasladó allí desde París. D'Erlanger residió en el 139 de Piccadilly, la antigua casa de Lord Byron. El barón de origen alemán y todos los miembros de su familia se convirtieron en ciudadanos británicos. Se le autorizó a utilizar sus títulos nobiliarios extranjeros, a pesar de una fuerte oposición al principio.
La pareja tuvo cuatro hijos:
- Raphael Slidell d'Erlanger (1865-1897), zoólogo y profesor en Heidelberg.
- Emile Beaumont d'Erlanger (1866-1939), banquero que dirigió el banco de su padre.[3]
- Frédéric Alfred d'Erlanger (1868-1943), banquero y compositor.
- Rodolphe d'Erlanger (1872-1932), musicólogo y pintor cuyo palacio, Ennejma Ezzahra, en Sidi Bou Said (Túnez), alberga actualmente el Centro de las Músicas Árabes y Mediterráneas.

### Carrera profesional
Émil d'Erlanger fue uno de los principales banqueros de París, el centro financiero dominante de la Europa continental en la segunda mitad del siglo XIX. Inventó los bonos de alto riesgo, especialmente para los países en desarrollo. A finales de la década de 1850, Erlanger logró poner fin a una crisis bancaria en Suecia con sus bonos; desde entonces se convirtió en banquero de los gobiernos escandinavos. En 1862, Erlanger & Söhne emitió el primer bono gubernamental egipcio, junto con el banco de los hermanos Sulzbach de Fráncfort (Siegmund Sulzbach y Rudolf Sulzbach), con quienes también colaboró en bonos ferroviarios. Invirtió en ferrocarriles y minas de África, Norteamérica, Sudamérica y Europa, así como en bonos del Estado rusos y tunecinos y en algodón sureño durante la guerra civil estadounidense. 
Al igual que la mayoría de los bancos alemanes y europeos, apostó por los estados sureños durante la guerra civil estadounidense. A finales de la década de 1870, Erlanger invirtió en la empresa británica Alabama Great Southern Railway Company Limited, que financió la adquisición del Alabama Great Southern Railway y del Cincinnati, New Orleans and Texas Pacific Railway (CNO&TP). Esta red ferroviaria, también conocida como el «Sistema Erlanger», constaba de una red de más de 1100 millas. También financió el túnel del Simplon suizo, entre el Valais y el valle de Aosta, entonces el mayor túnel ferroviario de Europa. En 1884, Erlanger acompañó la salida a bolsa de los Ferrocarriles Reales Imperiales Austriacos. En 1870 salvó a la Casa de Thurn y Taxis tras la bancarrota del especulador belga André Langrand-Dumonceau.
Junto con Paul Reuter, fundador de la agencia de noticias Reuters, su banco, Erlanger Ltd, financió la construcción de un cable telegráfico transatlántico francés en 1869. Su esposa, Mathilde, baronesa de Erlanger, envió el histórico primer mensaje. En 1889, durante un viaje de inspección de sus inversiones ferroviarias en Estados Unidos, el matrimonio creó la Beca de Erlanger para obtener capital inicial para construir un hospital en Chattanooga (Tennessee), conocido hoy como Hospital Erlanger. 
La localidad de Erlanger (Kentucky), recibió su nombre en honor a las contribuciones financieras de los Erlanger.
Sin embargo, en 1904, los Erlanger vendieron su sucursal de Fráncfort al Dresdner Bank y se concentraron en sus sucursales francesa y británica. La razón principal puede haber sido el fallecimiento prematuro de sus hermanos Ludwig Gottlieb Friedrich von Erlanger (1836-1898), Viktor Alexander von Erlanger (1840-1896) y Carlo von Erlanger (1872-1904). Sin embargo, la competencia de los grandes bancos comerciales pudo haber contribuido, así como el traslado de los bancos a Berlín y una legislación bursátil más estricta.

### Actividad cultural
Como amantes de la música e influyentes miembros de la alta burguesía que mantenían relaciones personales con los dirigentes de muchos países, promovieron a Richard Wagner y su música, incluida la primera representación de Tannhäuser en la Ópera de París tras la guerra franco-prusiana. Los Erlanger también donaron varias obras de arte, entre ellas los tapices alegóricos del siglo XVII que representan al duque de Alba al palacio de Hampton Court de la corona británica.
Los Erlanger también sufragaron el rescate de los murales de la Quinta del Sordo en 1873. Esta casa, que compraron, fue residencia temporal de Francisco de Goya a las afueras de Madrid. Salvaron de la destrucción las pinturas negras de Goya, que este había pintado directamente sobre yeso y que fueron trasladadas suavemente al lienzo. Tras su escasa aceptación pública en la Exposición de París de 1878, estas obras fueron donadas al Museo del Prado de Madrid dos años más tarde.
En 1866, el barón de Erlanger y Armand Lalande adquirieron la bodega Châeau Léoville Poyferré en Burdeos por un millón de francos y la dirigieron con éxito hasta la década de 1890.
En Italia, alquilaron Villa Foscari, la famosa mansión construida en el siglo XVII por Andrea Palladio, y encargaron su restauración.
Frédéric Émile, barón de Erlanger, falleció en Versalles el 22 de mayo de 1911. Su segundo hijo, el barón Emile Beaumont d'Erlanger, le había sucedido en la dirección del banco.